# Metal Massacre
Metal Massacre – pierwszy z serii albumów zawierających utwory mało znanych amerykańskich grup metalowych, wydany w roku 1982. Seria, obejmująca albumy o numerach od 1 do 13, wydana została pod szyldem wytwórni Metal Blade Records i – mimo 11-letniej przerwy w latach 1995–2006 – kontynuowana jest do dziś. Popularność w dużej mierze zawdzięczają jej takie zespoły, jak Metallica, Slayer i Overkill.

## Lista utworów
1. "Chains Around Heaven" – Black 'N' Blue (3:45)
2. "Live for the Whip" – Bitch (5:19)
3. "Captive of Light" – Malice (3:21)
4. "Octave" – instrumentalny – Avatar (3:48)
5. "Death of the Sun" – Cirith Ungol (3:56)
6. "Dead of the Night" – Demon Flight (2:35)
7. "Fighting Backwards" – Pandemonium (3:44)
8. "Kick You Down" – Malice (4:28)
9. "Hit the Lights" – Metallica (4:12)